# Gewone alikruik
De gewone alikruik (Littorina littorea) is een in zee levende kieuwslak. In de provincie Zeeland, waar de gewone alikruik in Nederland het meest wordt gevonden, verzameld en gegeten, noemt men deze slak ook wel kreukel (ook in Vlaanderen gangbaar), karakol, alikruuk, alekreukel of krukel.

## Beschrijving

### Schelpkenmerken
Deze soort heeft een zeer stevige afgerond kegelvormige schelp met een spitse top. De hoogte van de schelp is gelijk aan of groter dan de breedte. Er zijn zes of zeven bolle windingen met een oppervlaktesculptuur van horizontale spiraalribben. De schelp is meestal bruingrijs met evenwijdig aan de ribben verlopende donkere en lichtere kleurbanden. De mondrand en het callus is wit. Er is een dun bruin hoornachtig operculum met een spiraalvormige opbouw.
De schelphoogte is tot 40 mm, echter meestal kleiner (ongeveer tot 24 mm). De breedte van de schelp is tot 35 mm, echter meestal kleiner (ongeveer tot 22 mm).

### Voortplanting
Bij de voortplanting worden de eitjes in kleine doorzichtige eikapsels afgezet waaruit na enkele dagen de larven kruipen. In tegenstelling tot op het land levende slakken kennen de larven een extra vrijzwemmend stadium (veligerlarve) waarbij ze totaal niet op de volwassen dieren lijken. De veligerlarven zweven in het zeewater en behoren in deze periode tot het zoöplankton. Na enkele weken wordt de larvale schelp te zwaar voor een zwevend bestaan en zinkt de larve naar de bodem. Alleen als ze in een geschikte omgeving terechtkomen groeien ze tot volwassen dieren uit.

### Habitat en levenswijze
De soort leeft in en vlak onder de getijdenzone op vaste ondergrond zoals rotsen, stenen en algenmatten, maar ook wel op houten palen, strandhoofden en andere objecten. Het is een zeer sterke soort in meerdere opzichten. Zo kan de slak zeer lage zoutgehalten en vervuiling overleven, ook raakt een door de golven losgeraakte slak maar zelden beschadigd vanwege het zeer stevige huisje. De slak zet zich vast op objecten met behulp van een slijmlaagje waardoor de zeestroming en de golven het dier niet meeneemt. Bij laag water, als de slak niet meer in het water zit, wordt het huisje afgesloten met het operculum zodat het dier niet uitdroogt. Het voedsel bestaat uit algen en zeewier maar ook dode materialen worden gegeten.

### Areaal
De slak is algemeen verspreid in het Noordzeegebied.

### Fossiel voorkomen
De soort wordt in Nederland vrij algemeen, soms zelfs zeer talrijk gevonden in de Formatie van Maassluis die dateert uit het (Tiglien en Pretiglien). Het is een kenmerkende soort van de Zone van Mya arenaria en Hydrobia ulvae. In België en Engeland is de soort ook iets ouder bekend. Daar komt zij al in het Boven Plioceen voor. Dat is te verklaren uit het feit dat in Nederland schelphoudende ondiep mariene afzettingen uit deze periode ontbreken. In jongere afzettingen is deze soort bekend uit alle interglacialen waaruit mariene lagen in het Noordzeegebied bekend zijn.

### Oorsprong
De oudste vertegenwoordigers van het geslacht Littorina zijn bekend uit het gebied van de Grote Oceaan. De oudste vertegenwoordigers in de Atlantische Oceaan zijn echter pas bekend uit het Plioceen. Men neemt aan dat ergens in het Plioceen vertegenwoordigers van deze groep via de Beringstraat van de Pacifische naar de Atlantische Oceaan zijn gemigreerd. Dit wordt voor veel soorten mollusken aangenomen. Andere vertegenwoordigers uit deze migratiegolf zijn de uitgestorven Acila cobboldiae en de nog recent voorkomende strandgaper, het nonnetje, de wulk en de purperslak.

## Consumptie van alikruiken
De gewone alikruik geldt in veel landen als delicatesse. De slak wordt gekookt, eventueel met kruiden (peper), en met een (kromme) naald of grote speld uit het huisje gehaald, nadat het zgn. "hoedje" er met de naald is afgehaald. Schelp en hoedje worden weggegooid. De smaak is toch zo apart, dat veel mensen het niet lusten, maar dat komt dan toch meestal wel doordat het de vorm en uiterlijk van een slak heeft. Niet iedereen is gecharmeerd van kreukels.